# An Nasiriya
An Nasiriya (arabe : الناصرية; BGN: An Nāşirīyah; également orthographié Nassiriyah ou Nasiriyah) est une ville d'Irak.

## Géographie
La ville est située sur les deux rives de l'Euphrate, à environ 370 km au sud-est de Bagdad, près des ruines de l'ancienne ville d'Ur.
C'est la capitale de la province de Dhi Qar. Sa population en 2003 était d'environ 560 000 habitants, ce qui en fait la quatrième plus grande ville en Irak.
Cette ville abritait au début du XXe siècle une population religieusement diversifiée de musulmans, mandéens et juifs mizrahi mais aujourd'hui ses habitants sont principalement musulmans chiites.
Elle est depuis devenue une importante plaque tournante pour le transport.
Nassiriya est aussi connue pour ses cultures de dattes. Parmi les activités et industries artisanales figurent la construction de bateaux, la menuiserie et le travail artisanal de l'argent.

## Culture
Le musée de Nassiriya abrite une grande collection d'œuvres sumeriennes, assyriennes, babyloniennes et abbassides. Les ruines des anciennes villes d'Ur et de Larsa sont situées à proximité.

## Histoire
Nassiriya aurait été fondée par la tribu Muntafiq à la fin du XIXe siècle, durant l'ère ottomane.